# LATAM コロンビア
LATAM コロンビア (LATAM Colombia) は、コロンビアの首都ボゴタを拠点とする航空会社。LATAM航空グループに属する。

## 沿革
- 1980年10月2日にAIRESとして設立された。
- 1981年2月23日に小型機を使用して運航を開始し、エンブラエル110バンデイランテとフェアチャイルドF27を購入した。
- 1992年11月にAeroRepúblicaとの競争が激化し、主にベネズエラとエクアドルなどの近隣諸国への国際線を開設した。
- 1998年11月、カリブ海地域での運航を開始し、バランキージャに運航拠点を開設した。そこからカルタヘナ、サンタマルタ、バジェドゥパル、コロザルなどの北部の都市に就航した。
- 2010年10月28日、株式の98%がチリの航空会社であるLAN航空に買収された。11月26日には、LAN航空が総負債を引き受け、LANグループの子会社となった。
- 2011年12月3日、AIRESはLANコロンビアと名前を変更した。
- LAN航空がLATAM航空になったことに伴い、LATAM航空グループの一員となった。
- 2013年10月1日にワンワールドに加盟したが、2020年5月1日に離脱した[1][2]。